# بوترزن
بوترزن (به آلمانی: Bötersen) یک شهر در آلمان است که در Sottrum واقع شده‌است. بوترزن ۱٬۰۸۳ نفر جمعیت دارد.